# Extreme Volume Live
Extreme Volume Live è il primo album dal vivo del gruppo musicale statunitense Racer X, pubblicato nel 1988 dalla Shrapnel Records.

## Tracce
1. Loud and Clear – 3:56 (Paul Gilbert, Jeff Martin)
2. Dangerous Love – 3:22 (Gilbert, Martin)
3. Bruce's Solo – 2:42 (Bruce Bouillet)
4. Gone Too Far – 2:57 (Gilbert, Martin)
5. John's Solo – 2:16 (John Alderete)
6. She Wants Control – 3:39 (Gilbert, Martin, Scott Travis)
7. Scit Scat Wah – 3:58 (Gilbert, Bouillet, Alderete, Travis)
8. Into the Night – 3:42 (Gilbert, Martin)
9. Paul's Solo – 3:36 (Gilbert)
10. Motor Man – 4:10 (Gilbert, Martin, Bouillet)
11. Scott's Solo – 2:26 (Travis)
12. Set the World on Fire – 3:31 (Gilbert, Bouillet, Alderete, Martin)

## Formazione
- Jeff Martin – voce
- Paul Gilbert – chitarra
- Bruce Bouillet – chitarra
- John Alderete – basso
- Scott Travis – batteria